# Герои, стреляющие по орлам
«Герои, стреляющие по орлам» (иер. трад. 射鵰英雄傳之東成西就, упр. 射鵰英雄传之东成西就, кант.-рус.: Сэ тиу ин хун чюнь чи: Тун син сай чау, англ. The Eagle Shooting Heroes) — гонконгское фентези 1993 года, снятое режиссёром и сценаристом Джеффом Лау. Главные роли в фильме исполнили кинозвёзды своего времени Лесли Чун, Бриджит Линь, Мэгги Чун, Тони Люн Чу Вай, Тони Люн Ка-Фай, Джеки Чун, Карина Лау, Джои Вон.

## Сюжет
Ауён Фун, племянник персидского короля, состоит в любовных отношениях со своей кузиной. Вдвоём они решают захватить трон. Чтобы осуществить этот дерзкий план, им нужно захватить императорскую печать.

## Производство
По одной из версий картина была выпущена из-за завышения бюджета фильма Вонг Карвая «Прах времён». Чтобы покрыть расходы на ещё не законченный фильм, режиссёр решил использовать актёров и создать лёгкий фильм для показа во время Китайского Нового года с целью извлечения быстрой прибыли. 

## В ролях
Примечание: имена персонажей даны в кантонской романизации.
- Кенни Би — Вон Чунъён
- Карина Лау — Чау Патхун[англ.]
- Тони Люн — Тюнь Чихин[англ.]
- Мэгги Чун — повелительница империи
- Лесли Чун — Вон Ёкси[англ.]
- Линь Цинся — третья принцесса
- Лён Чхиувай — Ауён Фун[англ.]
- Джои Вон — Соучхау
- Джеки Чун — Хун Чхаткун[англ.]
- Вероника Ип — принцесса